# Le Bastion
Le Bastion (französisch für Das Bollwerk) ist eine felsige und 12 m hohe Anhöhe an der Küste des ostantarktischen Adélielands. Sie ragt auf der Halbinsel auf, deren nördlicher Ausläufer das Kap Margerie darstellt.
Französische Wissenschaftler benannten sie 1950 deskriptiv.